# Norbert Poehlke
 (juin 2011).
Si vous disposez d'ouvrages ou d'articles de référence ou si vous connaissez des sites web de qualité traitant du thème abordé ici, merci de compléter l'article en donnant les références utiles à sa vérifiabilité et en les liant à la section « Notes et références ».
Norbert Poehlke, « L'assassin au marteau », (15 septembre 1951 - 22 octobre 1985) est un tueur en série et policier allemand.

## Crimes
Le premier meurtre de Poehlke a lieu le 3 mai 1984, quand la police découvre le corps de Siegfried Pfitzer, un homme de 47 ans, dans une aire de repos de l'autoroute près de Marbach am Neckar, tué d'une balle dans la tête. Sa voiture a été retrouvée à 500 mètres du corps. Les forces de police font le rapprochement entre le véhicule et le braquage d'une banque à Erbstetten le même jour. L'assassin a utilisé un marteau pour casser la fenêtre du conducteur.
La victime suivante de l'assassin au marteau est Eugene Wethey (37 ans), tué le 21 décembre, qui est assassiné par balle dans une aire de repos près de Grossbottwar. Une semaine plus tard, la voiture de Wethey est utilisée pour commettre un braquage dans une banque de Cleebronn par un homme qui brandissait un marteau.
Le 22 juillet 1985, on découvre un troisième cas très semblable aux deux précédents. Wilfried Scheider, 26 ans, a été assassiné dans un parking de Beilstein-Schmidhausen avec une Walther P5, un pistolet très utilisé par les forces de l'ordre. La police n'a pas été surprise quand, le même jour, une banque de Spiegelberg a été attaquée.

## Suite de l'enquête
Le fait de considérer l'agent Poehlke comme principal suspect est arrivé presque par hasard. Le 29 septembre 1985, tandis qu'on effectuait un contrôle banal par une alerte à la bombe dans la gare de Ludwigsburg, le corps antiterroriste de la police allemande trouve un uniforme de policier dans une des consignes. Le vêtement appartient à l'inspecteur chef Norbert Poehlke, vétéran de quatorze ans de service à Stuttgart. Quand il est interrogé, Poehlke explique qu'il l'avait laissé là parce qu'il avait besoin de se changer rapidement pour aller aux funérailles d'un parent. Bien qu'ils aient découvert le décès d'une de ses filles par cancer en 1984, la police n'a pas trouvé d'autres décès récents de parents de Poehlke. En outre, les soins de sa fille ont laissé une dette à Poelhke qui s'élevait à 30 000 €. Les autorités découvrent certains mobiles de Poelhke : une dette économique (qui justifierait le vol à des banques), une attitude violente dénoncée par ses collègues. Poehlke a demandé un arrêt maladie le 14 octobre 1985.
La police interroge Poehlke sur les lieux où il se trouvait au moment des meurtres et des vols. N'ayant pas obtenu de réponses satisfaisantes, les forces de l'ordre obtiennent un ordre de perquisition à son domicile. Elles y trouvent le cadavre de sa femme et de son fils Adrian, tués par balle.
Trois jours plus tard, le 23 octobre, Poehlke et son troisième fils, Gabriel, sont trouvés morts dans une voiture près de Brindisi en Italie. L'hypothèse la plus probable est que l'agent de police a tué son fils avant de se suicider. Le pistolet de Poehlke a été identifié comme arme de tous les crimes.